# Polska na zawodach Pucharu Europy w Lekkoatletyce 1977
Polska na zawodach Pucharu Europy w Lekkoatletyce 1977 – wyniki reprezentacji Polski w 6. edycji Pucharu Europy w 1977.

## Półfinały

### Mężczyźni
Półfinał z udziałem Polaków odbył się w dniach 16–17 lipca 1977 w Warszawie. Reprezentacja Polski zajęła 2. miejsce wśród ośmiu drużyn i awansowała do finału „A”.
- 100 m: Zenon Licznerski – 2 m. (10,56)
- 200 m: Zenon Licznerski – 3 m. (20,95)
- 400 m: Ryszard Podlas – 3 m. (46,64)
- 800 m: Marian Gęsicki – 2 m. (1:48,4)
- 1500 m: Henryk Wasilewski – 3 m. (3:41,9)
- 5000 m: Jerzy Kowol – 1 m. (13:59,5)
- 10000 m: Ludwik Hapel – 2 m. (28:50,7)
- 110 m ppł: Jan Pusty – 1 m. (13,56)
- 400 m ppł: Jerzy Hewelt – 2 m. (51,98)
- 3000 m z przeszkodami: Leopold Tomaszewicz – 7 m. (9:07,4)
- skok wzwyż: Jacek Wszoła – 2 m. (2,20)
- skok o tyczce: Władysław Kozakiewicz – 1 m. (5,66 – rekord Europy)
- skok w dal: Andrzej Korniak – 1 m. (7,83, wiatr +3,2)
- trójskok: Zdzisław Sobora – 2 m. (16,15)
- pchnięcie kulą: Władysław Komar – 1 m. (19,91)
- rzut dyskiem: Stanisław Wołodko – 4 m. (60,76)
- rzut młotem: Ireneusz Golda – 3 m. (68,24)
- rzut oszczepem: Roman Zwierzchowski – 5 m. (74,40)
- sztafeta 4 × 100 m: Andrzej Świerczyński, Zenon Licznerski, Zenon Nowosz, Tadeusz Tyszka – 1 m. (39,36)
- sztafeta 4 × 400 m: Jerzy Pietrzyk, Ryszard Podlas, Henryk Galant, Cezary Łapiński – 1 m. (3:03,3)

### Kobiety
Półfinał z udziałem Polek odbył się w dniu 16 lipca 1977 w Stuttgarcie. Reprezentacja Polski zajęła 1. miejsce wśród ośmiu drużyn i awansowała do finału „A”.
- 100 m: Irena Szewińska – 1 m. (11,38)
- 200 m: Irena Szewińska – 1 m. (22,92)
- 400 m: Barbara Kwietniewska – 3 m. (53,48)
- 800 m: Elżbieta Katolik – 2 m. (2:00,1)
- 1500 m: Jolanta Januchta – 4 m. (4:14,5)
- 3000 m: Bronisława Ludwichowska – 1 m. (9:07,3)
- 100 m ppł: Grażyna Rabsztyn – 1 m. (13,46)
- 400 m ppł: Krystyna Kacperczyk – 1 m. (56,78)
- skok wzwyż: Urszula Kielan – 5 m. (1,82)
- skok w dal: Anna Włodarczyk – 3 m. (6,33)
- pchnięcie kulą: Beata Habrzyk – 3 m. (16,89)
- rzut dyskiem: Krystyna Nadolna – 4 m. (55,70)
- rzut oszczepem: Bernadetta Blechacz – 4 m. (52,68)
- sztafeta 4 × 100 m: Małgorzata Bogucka, Helena Fliśnik, Ewa Długołęcka, Irena Szewińska – 1 m. (43,63)
- sztafeta 4 × 400 m: Barbara Kwietniewska, Elżbieta Katolik, Zofia Zwolińska, Krystyna Kacperczyk – 1 m. (3:31,5)

## Finały

### Mężczyźni
Finał „A” zawodów odbył się w dniach 13–14 sierpnia 1977 w Helsinkach (razem z zawodami kobiecymi). Reprezentacja Polski zajęła 5. miejsce wśród ośmiu zespołów, zdobywając 93 punkty.
- 100 m: Marian Woronin – 8 m. (10,73)
- 200 m: Zenon Licznerski – 8 m. (21,82)
- 400 m: Ryszard Podlas – 2 m. (46,00)
- 800 m: Marian Gęsicki – 5 m. (1:47,69)
- 1500 m: Henryk Wasilewski – 4 m. (3:45,93)
- 5000 m: Ryszard Kopijasz – 1 m. (13:42,16)
- 10000 m: Jerzy Kowol – 5 m. (28:09,96 – rekord Polski)
- 110 m ppł: Jan Pusty – 2 m. (13,60)
- 400 m ppł: Jerzy Hewelt – 4 m. (50,44)
- 3000 m z przeszkodami: Krzysztof Wesołowski – 7 m. (8:40,94)
- skok wzwyż: Jacek Wszoła – 2 m. (2,28)
- skok o tyczce: Władysław Kozakiewicz – 1 m. (5,60)
- skok w dal: Andrzej Korniak – 7 m. (7,55)
- trójskok: Eugeniusz Biskupski – 3 m. (16,19)
- pchnięcie kulą: Władysław Komar – 5 m. (19,71)
- rzut dyskiem: Stanisław Wołodko – 3 m. (61,20)
- rzut młotem: Ireneusz Golda – 8 m. (65,74)
- rzut oszczepem: Piotr Bielczyk – 2 m. (79,62)
- sztafeta 4 × 100 m: Andrzej Świerczyński, Zenon Licznerski, Zenon Nowosz, Leszek Dunecki – 3 m. (39,38)
- sztafeta 4 × 400 m: Cezary Łapiński, Henryk Galant, Jerzy Pietrzyk, Ryszard Podlas – 3 m. (3:03,83)

### Kobiety
Finał „A” odbył się w dniach 13–14 sierpnia 1977 w Helsinkach (razem z zawodami męskimi). Reprezentacja Polski zajęła 5. miejsce, wśród ośmiu zespołów, zdobywając 58 punktów.
- 100 m: Irena Szewińska – 3 m. (11,26)
- 200 m: Irena Szewińska – 1 m. (22,71)
- 400 m: Elżbieta Katolik – 7 m. (53,06)
- 800 m: Jolanta Januchta – 6 m. (2:01,97)
- 1500 m: Celina Sokołowska – 7 m. (4:10,75 – rekord Polski)
- 3000 m: Bronisława Ludwichowska – 7 m. (9:14,40)
- 100 m ppł: Bożena Nowakowska – 3 m. (13,29)
- 400 m ppł: Krystyna Kacperczyk – 3 m. (57,01)
- skok wzwyż: Danuta Bułkowska – 8 m. (1,79)
- skok w dal: Anna Włodarczyk – 7 m. (6,23)
- pchnięcie kulą: Beata Habrzyk – 5 m. (16,52)
- rzut dyskiem: Krystyna Nadolna – 6 m. (54,64)
- rzut oszczepem: Bernadetta Blechacz – 7 m. (55,46)
- sztafeta 4 × 100 m: Ewa Długołęcka, Małgorzata Bogucka, Bogusława Kaniecka, Irena Szewińska – 4 m. (43,74)
- sztafeta 4 × 400 m: Krystyna Kacperczyk, Elżbieta Katolik, Barbara Kwietniewska, Irena Szewińska – 3 m. (3:28,78)